# 邢孝恭 (政治人物)
邢孝恭，中華民國政治人物，曾任台東縣議員。

## 簡歷
邢孝恭之父名邢文傑，母名湯黎芝。他於1949年（民國38年）隨國民政府第一批遷台，先後落腳於澎湖、綠島、屏東、台東，其後於台東縣擔任14屆縣議員，任內配合中央推動台東縣建設，包括馬蘭橋。卒於2007年（民國96年）。
邢孝恭夫人李淑穎，卒於2012年（民國101年）。